# Dom Bez Kantów
Dom Bez Kantów – zwyczajowa nazwa budynku Funduszu Kwaterunku Wojskowego znajdującego się przy ul. Krakowskie Przedmieście 11 róg ul. Królewskiej w Warszawie.

## Opis
Modernistyczny budynek jest jednym z najlepszych przykładów tzw. warszawskiej szkoły architektonicznej. Został wzniesiony w latach 1933–1935 w miejscu rozebranych dawnych Kuźni Saskich według projektu Czesława Przybylskiego, wybranego w zamkniętym konkursie. Autorem konstrukcji był Stefan Bryła. Budynek powstał z inicjatywy Ministerstwa Spraw Wojskowych w celu kwaterunku dla oficerów i żonatych podoficerów zawodowych. Inwestorem był Fundusz Kwaterunku Wojskowego. Cechował go wysoki standard wykończenia.
Przed 1939 rokiem na parterze budynku znajdowały się sklepy.
Zwyczajowa nazwa „dom Bez Kantów” związana jest z zaokrąglonymi narożami budynku. Stanowiły one nawiązanie do sąsiedniego Hotelu Europejskiego. Wiąże się z tym anegdota, według której nazwa budynku i jego kształt pochodzą od Józefa Piłsudskiego, który akceptując projekt miał odpowiedzieć: „tylko mi Panowie budować bez kantów” – mając na myśli machlojki finansowe.  Projektanci Czesław Przybylski i Stefan Bryła dosłownie zrozumieli słowa marszałka i wybudowali gmach o zaokrąglonych narożnikach. Do dziś warszawiacy nazywają budynek „domem bez kantów”.
Budynek ma szesnastoosiową elewację od strony ul. Królewskiej, piętnastoosiową fasadę od strony Krakowskiego Przedmieścia oraz pięcioosiową elewację od strony ul. Tokarzewskiego-Karaszewicza. Wzdłuż ul. Królewskiej i Krakowskiego Przedmieścia powstały arkadowe podcienia w związku z poszerzeniem tej pierwszej ulicy do 28 metrów.
Budynek przetrwał II wojnę światową. Na niektórych ścianach widoczne są ślady kul.
W 1992 dom Bez Kantów został wpisany do rejestru zabytków.
W 2019 budynek przeszedł kompleksowy remont elewacji zewnętrznych; pracom konserwatorskim zostały wtedy również poddane zachowane ślady kul z okresu II wojny światowej znajdujące się na okładzinie piaskowcowej od strony ul. Królewskiej.